# Ріхард Вогел
Ріхард Вогел (Richard Vogel; нар. 13 серпня 1964) — колишній чехословацький тенісист.
Найвищу одиночну позицію світового рейтингу — 158 місце досяг 11 грудня 1989, парну — 92 місце — 22 липня 1991 року.
Здобув 1 парний титул.

## Фінали турнірів ATP за кар'єру

### Парний розряд: 1 (1–0)
| Результат | W/L | Дата     | Турнір                                          | Покриття | Партнер        | Суперники                   | Рахунок       |
| --------- | --- | -------- | ----------------------------------------------- | -------- | -------------- | --------------------------- | ------------- |
| Перемога  | 1–0 | Сер 1992 | Відкритий чемпіонат Хорватії з тенісу, Хорватія | Ґрунт    | Давід Пріносіл | Сандер Гройн Ларс Кословскі | 6–3, 6–7, 7–6 |

## Титули на челленджерах

### Одиночний розряд: (1)
| Ранг | Рік  | Турнір         | Покриття | Суперник    | Рахунок       |
| ---- | ---- | -------------- | -------- | ----------- | ------------- |
| 1.   | 1989 | Егер, Угорщина | Ґрунт    | Лібор Пімек | 2–6, 7–5, 6–1 |

### Парний розряд: (9)
| Ранг | Рік  | Турнір                | Покриття | Партнер             | Суперники                            | Рахунок       |
| ---- | ---- | --------------------- | -------- | ------------------- | ------------------------------------ | ------------- |
| 1.   | 1986 | Відень, Австрія       | Килим    | Карел Новачек       | Ян-Віллем Лоддер Деніс Масдорп       | 6–4, 6–4      |
| 2.   | 1989 | Егер, Угорщина        | Ґрунт    | Браніслав Станкович | Георге Косак Флорін Сегирчяну        | 6–4, 3–6, 7–5 |
| 3.   | 1989 | Касабланка, Марокко   | Ґрунт    | Ярослав Булант      | Лібор Пімек Флорін Сегирчяну         | 6–1, 6–3      |
| 4.   | 1990 | Паріолі, Італія       | Ґрунт    | Браніслав Станкович | Нікола Бруно Стефано Пескосолідо     | 7–5, 6–3      |
| 5.   | 1990 | Пескара, Італія       | Ґрунт    | Браніслав Станкович | Массімо Сієрро Алессандро де Мінічіс | 6–3, 6–1      |
| 6.   | 1991 | Прага, Чехословаччина | Ґрунт    | Стів Девріє         | Давід Рікл Мартін Дамм               | 2–6, 6–1, 6–4 |
| 7.   | 1992 | Ґрац, Австрія         | Ґрунт    | Давід Пріносіл      | Роберт Новотни Мілан Трнений         | 6–3, 6–4      |
| 8.   | 1993 | Любляна, Словенія     | Ґрунт    | Браніслав Станкович | Гендрік Ян Давідс Горан Прпич        | 6–4, 7–6      |
| 9.   | 1993 | Новий Ульм, Німеччина | Ґрунт    | Давід Пріносіл      | Хорхе Лосано Удо Ріглевскі           | 6–1, 6–3      |